# WTA Тур 1996
WTA Тур 1996 (англ. 1996 Women's Tennis Association Tour) — элитный тур теннисистов-профессионалов, организованный Женской теннисной ассоциацией (WTA). В 1996 году календарь проводился 26-й раз и включал:
- 4 турнира Большого шлема (проводится Международной федерацией тенниса);
- Итоговый турнир WTA в Нью-Йорке, США;
- Летние Олимпийские игры;
- 8 турниров 1-й категории;
- 15 турниров 2-й категории;
- 11 турниров 3-й категории;
- 11 турниров 4-й категории;
- Кубок Федерации.

## Расписание WTA Тура 1996 года
Ниже представлено полное расписание соревнований WTA Тура 1996 года, со списком победителей и финалистов для одиночных и парных соревнований.
| Турнир Большого шлема |
| Турниры WTA           |

### Январь
| Неделя    | Турнир | Чемпионки (Счёт финала)                            | Финалистки                           |
| --------- | --- | -------------------------------------------------- | ------------------------------------ |
| 1 января  | Amway Classic Окленд, Новая Зеландия 4-я категория $107,500 — Хард Турнир 1996                                                                 | Сандра Касик 6-3, 1-6, 6-4                         | Барбара Паулюс                       |
| 1 января  | Amway Classic Окленд, Новая Зеландия 4-я категория $107,500 — Хард Турнир 1996                                                                 | Жюли Алар-Декюжи Элс Калленс 6-1, 6-0              | Кристин Кюнс Джилл Хетерингтон       |
| 8 января  | Peters International Сидней, Австралия 2-я категория $342,500 — Хард Турнир 1996                                                               | Моника Селеш 4-6, 7-6, 6-3                         | Линдсей Дэвенпорт                    |
| 8 января  | Peters International Сидней, Австралия 2-я категория $342,500 — Хард Турнир 1996                                                               | Линдсей Дэвенпорт Мэри-Джо Фернандес 6-3, 6-3      | Лори Макнил Хелена Сукова            |
| 8 января  | Schweppes Tasmanian International Хобарт, Австралия 4-я категория $107,500 — Хард Турнир 1996                                                  | Жюли Алар-Декюжи 6-1, 6-2                          | Мана Эндо                            |
| 8 января  | Schweppes Tasmanian International Хобарт, Австралия 4-я категория $107,500 — Хард Турнир 1996                                                  | Яюк Басуки Кёко Нагацука 7-6, 6-3                  | Кэрри-Энн Гюс Пак Сон Хи             |
| 15 января | Открытый чемпионат Австралии Мельбурн, Австралия Турнир Большого шлема $3,970,600 — Хард Одиночный турнир — Парный турнир Турнир смешанных пар | Моника Селеш 6-4, 6-1                              | Анке Хубер                           |
| 15 января | Открытый чемпионат Австралии Мельбурн, Австралия Турнир Большого шлема $3,970,600 — Хард Одиночный турнир — Парный турнир Турнир смешанных пар | Чанда Рубин Аранча Санчес Викарио 7-5, 2-6, 6-4    | Линдсей Дэвенпорт Мэри-Джо Фернандес |
| 15 января | Открытый чемпионат Австралии Мельбурн, Австралия Турнир Большого шлема $3,970,600 — Хард Одиночный турнир — Парный турнир Турнир смешанных пар | Марк Вудфорд Лариса Савченко-Нейланд 4-6, 7-5, 6-0 | Люк Дженсен Николь Арендт            |
| 29 января | Toray Pan Pacific Open Токио, Япония 1-я категория $926,250 — Ковёр (зал) Одиночный турнир — Парный турнир                                     | Ива Майоли 6-4, 6-1                                | Аранча Санчес Викарио                |
| 29 января | Toray Pan Pacific Open Токио, Япония 1-я категория $926,250 — Ковёр (зал) Одиночный турнир — Парный турнир                                     | Наталья Зверева Джиджи Фернандес 7-6, 6-3          | Мариан де Свардт Ирина Спырля        |

### Февраль
| Неделя     | Турнир                                                                                 | Чемпионки (Счёт финала)                               | Финалистки                    |
| ---------- | -------------------------------------------------------------------------------------- | ----------------------------------------------------- | ----------------------------- |
| 13 февраля | Open Gaz de France Париж, Франция 2-я категория $450,000 — Ковёр (зал) Турнир 1996     | Жюли Алар-Декюжи 7-5, 7-6                             | Ива Майоли                    |
| 13 февраля | Open Gaz de France Париж, Франция 2-я категория $450,000 — Ковёр (зал) Турнир 1996     | Кристи Богерт Яна Новотна 6-4, 6-3                    | Жюли Алар-Декюжи Натали Тозья |
| 19 февраля | IGA Tennis Classic Оклахома-Сити, США 3-я категория $164,250 — Хард (зал) Турнир 1996  | Бренда Шульц-Маккарти 6-3, 6-2                        | Аманда Кётцер                 |
| 19 февраля | IGA Tennis Classic Оклахома-Сити, США 3-я категория $164,250 — Хард (зал) Турнир 1996  | Чанда Рубин Бренда Шульц-Маккарти 6-4, 6-3            | Катрина Адамс Дебби Грэм      |
| 19 февраля | Faber Grand Prix Эссен, Германия 2-я категория $450,000 — Ковёр (зал) Турнир 1996      | Ива Майоли 7-5, 1-6, 7-6                              | Яна Новотна                   |
| 19 февраля | Faber Grand Prix Эссен, Германия 2-я категория $450,000 — Ковёр (зал) Турнир 1996      | Мередит Макграт Лариса Савченко-Нейланд 3-6, 6-3, 6-2 | Лори Макнил Хелена Сукова     |
| 26 февраля | EA-Generali Ladies Linz Линц, Австрия 3-я категория $164,250 — Ковёр (зал) Турнир 1996 | Сабин Аппельманс 6-2, 6-4                             | Жюли Алар-Декюжи              |
| 26 февраля | EA-Generali Ladies Linz Линц, Австрия 3-я категория $164,250 — Ковёр (зал) Турнир 1996 | Манон Боллеграф Мередит Макграт 6-4, 6-4              | Ренне Стаббс Хелена Сукова    |

### Март
| Неделя   | Турнир                                                                                                | Чемпионки (Счёт финала)                    | Финалистки                              |
| -------- | --- | ------------------------------------------ | --------------------------------------- |
| 8 марта  | State Farm Evert Cup Индиан-Уэллс, США 1-я категория $550,000 — Хард Одиночный турнир — Парный турнир | Штеффи Граф 7-6, 7-6                       | Кончита Мартинес                        |
| 8 марта  | State Farm Evert Cup Индиан-Уэллс, США 1-я категория $550,000 — Хард Одиночный турнир — Парный турнир | Чанда Рубин Бренда Шульц-Маккарти 6-1, 6-4 | Жюли Алар-Декюжи Натали Тозья           |
| 21 марта | Lipton Championships Майами, США 1-я категория $1,550,000 — Хард Одиночный турнир — Парный турнир     | Штеффи Граф 6-1, 6-3                       | Чанда Рубин                             |
| 21 марта | Lipton Championships Майами, США 1-я категория $1,550,000 — Хард Одиночный турнир — Парный турнир     | Яна Новотна Аранча Санчес Викарио 6-4, 6-4 | Мередит Макграт Лариса Савченко-Нейланд |

### Апрель
| Неделя    | Турнир | Чемпионки (Счёт финала)                                   | Финалистки                                 |
| --------- | --- | --------------------------------------------------------- | ------------------------------------------ |
| 1 апреля  | Family Circle Cup Хилтон-Хед-Айленд, США 1-я категория $926,250 — Грунт Одиночный турнир — Парный турнир                             | Аранча Санчес Викарио 6-2, 2-6, 6-2                       | Барбара Паулюс                             |
| 1 апреля  | Family Circle Cup Хилтон-Хед-Айленд, США 1-я категория $926,250 — Грунт Одиночный турнир — Парный турнир                             | Яна Новотна Аранча Санчес Викарио 6-2, 6-3                | Джиджи Фернандес Мэри-Джо Фернандес        |
| 8 апреля  | Bausch & Lomb Championships Амелия-Айленд, США 2-я категория $450,000 — Грунт Турнир 1996                                            | Ирина Спырля 6-7, 6-4, 6-3                                | Мэри Пирс                                  |
| 8 апреля  | Bausch & Lomb Championships Амелия-Айленд, США 2-я категория $450,000 — Грунт Турнир 1996                                            | Чанда Рубин Аранча Санчес Викарио 6-1, 6-1                | Мередит Макграт Лариса Савченко-Нейланд    |
| 8 апреля  | Открытый чемпионат Индонезии Джакарта, Индонезия 3-я категория $164,250 — Хард Турнир 1996                                           | Линда Уайлд Без игры                                      | Яюк Басуки                                 |
| 8 апреля  | Открытый чемпионат Индонезии Джакарта, Индонезия 3-я категория $164,250 — Хард Турнир 1996                                           | Наоко Кидзимута Рика Хираки 7-6, 7-5                      | Лоранс Куртуа Нанси Фебер                  |
| 15 апреля | Открытый чемпионат Японии Токио, Япония 3-я категория $164,250 — Хард Турнир 1996                                                    | Кимико Датэ 7-5, 6-4                                      | Эми Фразьер                                |
| 15 апреля | Открытый чемпионат Японии Токио, Япония 3-я категория $164,250 — Хард Турнир 1996                                                    | Кимико Датэ Ай Сугияма 7-6, 6-7, 6-3                      | Кимберли По Эми Фразьер                    |
| 22 апреля | Кубок Федерации 1996. Четвертьфинал Зальцбург, Австрия, Грунт Токио, Япония, Хард (зал) Амьен, Франция, Грунт Мурсия, Испания, Грунт | Победители США 3-2 Япония 3-2 Франция 3-2 Испания 3-2     | Проигравшие Австрия Германия Аргентина ЮАР |
| 29 апреля | Открытый чемпионат Хорватии Бол, Хорватия 4-я категория $107,500 — Грунт Турнир 1996                                                 | Глория Пиццикини 6-0, 6-2                                 | Сильвия Талая                              |
| 29 апреля | Открытый чемпионат Хорватии Бол, Хорватия 4-я категория $107,500 — Грунт Турнир 1996                                                 | Лаура Монтальво Паола Суарес 6-7, 6-3, 6-4                | Алексия Дешом Александра Фусаи             |
| 29 апреля | Открытый чемпионат Гамбурга Гамбург, Германия 2-я категория $450,000 — Грунт Турнир 1996                                             | Аранча Санчес Викарио 4-6, 7-6, 6-0                       | Кончита Мартинес                           |
| 29 апреля | Открытый чемпионат Гамбурга Гамбург, Германия 2-я категория $450,000 — Грунт Турнир 1996                                             | Аранча Санчес Викарио Бренда Шульц-Маккарти 4-6, 7-6, 6-4 | Джиджи Фернандес Мартина Хингис            |

### Май
| Неделя | Турнир | Чемпионки (Счёт финала)                               | Финалистки                                    |
| ------ | --- | ----------------------------------------------------- | --------------------------------------------- |
| 6 мая  | Budapest Lotto Open Будапешт, Венгрия 4-я категория $107,500 — Грунт Турнир 1996                                                         | Руксандра Драгомир 7-6, 6-1                           | Мелани Шнелль                                 |
| 6 мая  | Budapest Lotto Open Будапешт, Венгрия 4-я категория $107,500 — Грунт Турнир 1996                                                         | Катрина Адамс Дебби Грэм 6-3, 7-6                     | Радка Бобкова Ева Мелихарова                  |
| 6 мая  | Открытый чемпионат Италии Рим, Италия 1-я категория $926,250 — Грунт Одиночный турнир — Парный турнир                                    | Кончита Мартинес 6-2, 6-3                             | Мартина Хингис                                |
| 6 мая  | Открытый чемпионат Италии Рим, Италия 1-я категория $926,250 — Грунт Одиночный турнир — Парный турнир                                    | Аранча Санчес Викарио Ирина Спырля 6-4, 3-6, 6-3      | Джиджи Фернандес Мартина Хингис               |
| 13 мая | Открытый чемпионат Германии Берлин, Германия 1-я категория $926,250 — Грунт Одиночный турнир — Парный турнир                             | Штеффи Граф 4-6, 6-2, 7-5                             | Карина Габшудова                              |
| 13 мая | Открытый чемпионат Германии Берлин, Германия 1-я категория $926,250 — Грунт Одиночный турнир — Парный турнир                             | Мередит Макграт Лариса Савченко-Нейланд 6-1, 5-7, 7-6 | Хелена Сукова Мартина Хингис                  |
| 13 мая | Открытый чемпионат Уэльса Кардифф, Великобритания 4-я категория $107,500 — Грунт Турнир 1996                                             | Доминик ван Рост 6-4, 6-2                             | Лоранс Куртуа                                 |
| 13 мая | Открытый чемпионат Уэльса Кардифф, Великобритания 4-я категория $107,500 — Грунт Турнир 1996                                             | Катрина Адамс Мариан де Свардт 6-0, 6-4               | Элс Калленс Лоранс Куртуа                     |
| 20 мая | Открытый чемпионат Испании Мадрид, Испания 2-я категория $250,000 — Грунт Турнир 1996                                                    | Яна Новотна 4-6, 6-4, 6-3                             | Магдалена Малеева                             |
| 20 мая | Открытый чемпионат Испании Мадрид, Испания 2-я категория $250,000 — Грунт Турнир 1996                                                    | Яна Новотна Аранча Санчес Викарио 7-6, 6-2            | Сабин Аппельманс Мириам Ореманс               |
| 20 мая | Международный теннисный турнир в Страсбурге Страсбург, Франция 3-я категория $164,250 — Грунт Турнир 1996                                | Линдсей Дэвенпорт 6-3, 7-6                            | Барбара Паулюс                                |
| 20 мая | Международный теннисный турнир в Страсбурге Страсбург, Франция 3-я категория $164,250 — Грунт Турнир 1996                                | Яюк Басуки Николь Брадтке 5-7, 6-4, 6-4               | Мариэнн Вердель Витмайер Тами Уитлингер-Джонс |
| 20 мая | Кубок мира WTA среди пар Эдинбург, Великобритания Итоговый турнир $188,125 — Грунт Турнир 1996                                           | Николь Арендт Манон Боллеграф 6-3, 2-6, 7-6           | Наталья Зверева Джиджи Фернандес              |
| 27 мая | Открытый чемпионат Франции Париж, Франция Турнир Большого шлема $4,456,343 — Грунт Одиночный турнир — Парный турнир Турнир смешанных пар | Штеффи Граф 6-3, 6-7(4), 10-8                         | Аранча Санчес Викарио                         |
| 27 мая | Открытый чемпионат Франции Париж, Франция Турнир Большого шлема $4,456,343 — Грунт Одиночный турнир — Парный турнир Турнир смешанных пар | Линдсей Дэвенпорт Мэри-Джо Фернандес 6-2, 6-1         | Наталья Зверева Джиджи Фернандес              |
| 27 мая | Открытый чемпионат Франции Париж, Франция Турнир Большого шлема $4,456,343 — Грунт Одиночный турнир — Парный турнир Турнир смешанных пар | Хавьер Франа Патрисия Тарабини 6-2, 6-2               | Люк Дженсен Николь Арендт                     |

### Июнь
| Неделя  | Турнир | Чемпионки (Счёт финала)                                | Финалистки                              |
| ------- | --- | ------------------------------------------------------ | --------------------------------------- |
| 10 июня | DFS Classic Бирмингем, Великобритания 3-я категория $164,250 — Трава Турнир 1996                                                            | Мередит Макграт 2-6, 6-4, 6-4                          | Натали Тозья                            |
| 10 июня | DFS Classic Бирмингем, Великобритания 3-я категория $164,250 — Трава Турнир 1996                                                            | Элизабет Смайли Линда Уайлд 6-3, 3-6, 6-1              | Лори Макнил Натали Тозья                |
| 17 июня | Direct Line International Championships Истборн, Великобритания 2-я категория $363,000 — Трава Турнир 1996                                  | Моника Селеш 6-0, 6-2                                  | Мэри-Джо Фернандес                      |
| 17 июня | Direct Line International Championships Истборн, Великобритания 2-я категория $363,000 — Трава Турнир 1996                                  | Яна Новотна Аранча Санчес Викарио 4-6, 7-5, 6-4        | Розалин Нидеффер Пэм Шрайвер            |
| 17 июня | Чемпионат Росмалена Хертогенбос, Нидерланды 3-я категория $164,250 — Трава Турнир 1996                                                      | Анке Хубер 6-4, 7-6                                    | Хелена Сукова                           |
| 17 июня | Чемпионат Росмалена Хертогенбос, Нидерланды 3-я категория $164,250 — Трава Турнир 1996                                                      | Лариса Савченко-Нейланд Бренда Шульц-Маккарти 6-4, 7-6 | Кристи Богерт Хелена Сукова             |
| 24 июня | Уимблдонский турнир Уимблдон, Великобритания Турнир Большого шлема $3,392,408 — Трава Одиночный турнир — Парный турнир Турнир смешанных пар | Штеффи Граф 6-3, 7-5                                   | Аранча Санчес Викарио                   |
| 24 июня | Уимблдонский турнир Уимблдон, Великобритания Турнир Большого шлема $3,392,408 — Трава Одиночный турнир — Парный турнир Турнир смешанных пар | Хелена Сукова Мартина Хингис 5-7, 7-5, 6-1             | Мередит Макграт Лариса Савченко-Нейланд |
| 24 июня | Уимблдонский турнир Уимблдон, Великобритания Турнир Большого шлема $3,392,408 — Трава Одиночный турнир — Парный турнир Турнир смешанных пар | Цирил Сук Хелена Сукова 1-6, 6-3, 6-2                  | Марк Вудфорд Лариса Савченко-Нейланд    |

### Июль
| Неделя  | Турнир                                                                                              | Чемпионки (Счёт финала)                         | Финалистки                      |
| ------- | --------------------------------------------------------------------------------------------------- | ----------------------------------------------- | ------------------------------- |
| 8 июля  | Кубок Федерации 1996. Полуфинал Нагоя, Япония, Ковёр (зал) Байонна, Франция, Ковёр (зал)            | Победители США 5-0 Испания 3-2                  | Проигравшие Япония Франция      |
| 15 июля | Международный теннисный турнир в Палермо Палермо, Италия 4-я категория $107,500 — Грунт Турнир 1996 | Барбара Шетт 6-3, 6-3                           | Сабина Хак                      |
| 15 июля | Международный теннисный турнир в Палермо Палермо, Италия 4-я категория $107,500 — Грунт Турнир 1996 | Жанетта Гусарова Барбара Шетт 6-1, 6-2          | Флоренсия Лабат Барбара Риттнер |
| 23 июля | Летние Олимпийские игры Атланта, США Олимпийские игры Хард Одиночный турнир — Парный турнир         | Линдсей Дэвенпорт 7-6(8), 6-2                   | Аранча Санчес Викарио           |
| 23 июля | Летние Олимпийские игры Атланта, США Олимпийские игры Хард Одиночный турнир — Парный турнир         | Джиджи Фернандес Мэри-Джо Фернандес 7-6(6), 6-4 | Яна Новотна Хелена Сукова       |

### Август
| Неделя     | Турнир | Чемпионки (Счёт финала)                                | Финалистки                                    |
| ---------- | --- | ------------------------------------------------------ | --------------------------------------------- |
| 5 августа  | Открытый чемпионат Австрии Мариа-Ланковиц, Австрия 4-я категория $107,500 — Грунт Турнир 1996                                                         | Барбара Паулюс 0-0 — отказ                             | Сандра Чеккини                                |
| 5 августа  | Открытый чемпионат Австрии Мариа-Ланковиц, Австрия 4-я категория $107,500 — Грунт Турнир 1996                                                         | Жанетта Гусарова Наталья Медведева 6-4, 7-5            | Катерина Крупова Ленка Ценкова                |
| 5 августа  | Du Maurier Open Монреаль, Канада 1-я категория $926,250 — Хард Одиночный турнир — Парный турнир                                                       | Моника Селеш 6-1, 7-6                                  | Аранча Санчес Викарио                         |
| 5 августа  | Du Maurier Open Монреаль, Канада 1-я категория $926,250 — Хард Одиночный турнир — Парный турнир                                                       | Лариса Савченко-Нейланд Аранча Санчес Викарио 7-6, 6-1 | Хелена Сукова Мэри-Джо Фернандес              |
| 12 августа | Acura Classic Манхэттен-Бич, США 2-я категория $450,000 — Хард Турнир 1996                                                                            | Линдсей Дэвенпорт 6-2 6-3                              | Анке Хубер                                    |
| 12 августа | Acura Classic Манхэттен-Бич, США 2-я категория $450,000 — Хард Турнир 1996                                                                            | Линдсей Дэвенпорт Наталья Зверева 6-1, 6-4             | Кимберли По Эми Фразьер                       |
| 19 августа | Toshiba Classic Сан-Диего, США 2-я категория $450,000 — Хард Турнир 1996                                                                              | Кимико Датэ 3-6, 6-3, 6-0                              | Аранча Санчес Викарио                         |
| 19 августа | Toshiba Classic Сан-Диего, США 2-я категория $450,000 — Хард Турнир 1996                                                                              | Кончита Мартинес Джиджи Фернандес 4-6, 6-3, 6-4        | Лариса Савченко-Нейланд Аранча Санчес Викарио |
| 26 августа | Открытый чемпионат США Нью-Йорк, США Турнир Большого шлема $4,624,000 — Хард — 128S/96Q/64D/32X Одиночный турнир — Парный турнир Турнир смешанных пар | Штеффи Граф 7-5, 6-4                                   | Моника Селеш                                  |
| 26 августа | Открытый чемпионат США Нью-Йорк, США Турнир Большого шлема $4,624,000 — Хард — 128S/96Q/64D/32X Одиночный турнир — Парный турнир Турнир смешанных пар | Наталья Зверева Джиджи Фернандес 1-6, 6-1, 6-4         | Яна Новотна Аранча Санчес Викарио             |
| 26 августа | Открытый чемпионат США Нью-Йорк, США Турнир Большого шлема $4,624,000 — Хард — 128S/96Q/64D/32X Одиночный турнир — Парный турнир Турнир смешанных пар | Патрик Гэлбрайт Лиза Реймонд 7-6, 7-6                  | Рик Лич Манон Боллеграф                       |

### Сентябрь
| Неделя      | Турнир                                                                                       | Чемпионки (Счёт финала)                      | Финалистки                      |
| ----------- | -------------------------------------------------------------------------------------------- | -------------------------------------------- | ------------------------------- |
| 10 сентября | Pupp Czech Open Карловы Вары, Чехия 4-я категория $160,000 — Грунт Турнир 1996               | Руксандра Драгомир 6-2, 3-6, 6-4             | Патти Шнидер                    |
| 10 сентября | Pupp Czech Open Карловы Вары, Чехия 4-я категория $160,000 — Грунт Турнир 1996               | Карина Габшудова Хелена Сукова 3-6, 6-3, 6-2 | Ева Мартинцова Елена Пампулова  |
| 16 сентября | Polsat Warsaw Open Варшава, Польша 3-я категория $164,250 — Грунт Турнир 1996                | Генриета Надьова 3-6, 6-2, 6-1               | Барбара Паулюс                  |
| 16 сентября | Polsat Warsaw Open Варшава, Польша 3-я категория $164,250 — Грунт Турнир 1996                | Ольга Лугина Елена Пампулова 1-6, 6-4, 7-5   | Лаура Гарроне Александра Фусаи  |
| 16 сентября | Nichirei International Championships Токио, Япония 2-я категория $450,000 — Хард Турнир 1996 | Моника Селеш 6-1, 6-4                        | Аранча Санчес Викарио           |
| 16 сентября | Nichirei International Championships Токио, Япония 2-я категория $450,000 — Хард Турнир 1996 | Аманда Кётцер Мэри Пирс 6-3, 7-6             | Ван Шитин Пак Сон Хи            |
| 23 сентября | Кубок Федерации 1996. Финал Атлантик-Сити, США, Ковёр (зал)                                  | Победитель США 5-0                           | Финалист Испания                |
| 30 сентября | Кубок Лейпцига Лейпциг, Германия 2-я категория $450,000 — Ковёр (зал) Турнир 1996            | Анке Хубер 5-7, 6-3, 6-1                     | Ива Майоли                      |
| 30 сентября | Кубок Лейпцига Лейпциг, Германия 2-я категория $450,000 — Ковёр (зал) Турнир 1996            | Кристи Богерт Натали Тозья 6-4, 6-4          | Сабин Аппельманс Мириам Ореманс |

### Октябрь
| Неделя     | Турнир | Чемпионки (Счёт финала)                                 | Финалистки                       |
| ---------- | --- | ------------------------------------------------------- | -------------------------------- |
| 7 октября  | Wismilak International Сурабая, Индонезия 4-я категория $155,340 — Хард Турнир 1996                              | Ван Шитин 6-4, 6-0                                      | Нана Мияги                       |
| 7 октября  | Wismilak International Сурабая, Индонезия 4-я категория $155,340 — Хард Турнир 1996                              | Кэрри-Энн Гюс Александра Фусаи 6-4, 6-4                 | Ноэль ван Лоттум Тина Крижан     |
| 7 октября  | Porsche Tennis Grand Prix Фильдерштадт, Германия 2-я категория $450,000 — Хард (зал) Турнир 1996                 | Мартина Хингис 6-2, 3-6, 6-3                            | Анке Хубер                       |
| 7 октября  | Porsche Tennis Grand Prix Фильдерштадт, Германия 2-я категория $450,000 — Хард (зал) Турнир 1996                 | Николь Арендт Яна Новотна 6-2, 6-3                      | Хелена Сукова Мартина Хингис     |
| 14 октября | Nokia Open Пекин, Китай 4-я категория $107,500 — Хард (зал) Турнир 1996                                          | Ван Шитин 6-3, 6-4                                      | Чэнь Лилин                       |
| 14 октября | Nokia Open Пекин, Китай 4-я категория $107,500 — Хард (зал) Турнир 1996                                          | Наоко Кидзимута Михо Саэки 7-5, 6-4                     | Кадзуэ Такума Юко Хосоки         |
| 14 октября | Открытый чемпионат Цюриха Цюрих, Швейцария 1-я категория $926,250 — Ковёр (зал) Одиночный турнир — Парный турнир | Яна Новотна 6-2, 6-2                                    | Мартина Хингис                   |
| 14 октября | Открытый чемпионат Цюриха Цюрих, Швейцария 1-я категория $926,250 — Ковёр (зал) Одиночный турнир — Парный турнир | Хелена Сукова Мартина Хингис 7-5, 6-4                   | Николь Арендт Наталья Зверева    |
| 21 октября | Bell Challenge Квебек, Канада 3-я категория $164,250 — Ковёр (зал) Турнир 1996                                   | Лиза Реймонд 6-4, 6-4                                   | Элс Калленс                      |
| 21 октября | Bell Challenge Квебек, Канада 3-я категория $164,250 — Ковёр (зал) Турнир 1996                                   | Дебби Грэм Бренда Шульц-Маккарти 6-1, 6-4               | Кимберли По Эми Фразьер          |
| 21 октября | SEAT Open Кокельшойер, Люксембург 3-я категория $164,250 — Ковёр (зал) Турнир 1996                               | Анке Хубер 6-3, 6-0                                     | Карина Габшудова                 |
| 21 октября | SEAT Open Кокельшойер, Люксембург 3-я категория $164,250 — Ковёр (зал) Турнир 1996                               | Кристи Богерт Натали Тозья 2-6, 6-4, 6-2                | Доминик ван Рост Барбара Риттнер |
| 28 октября | Кубок Кремля Москва, Россия 3-я категория $400,000 — Ковёр (зал) Турнир 1996                                     | Кончита Мартинес 6-1, 4-6, 6-4                          | Барбара Паулюс                   |
| 28 октября | Кубок Кремля Москва, Россия 3-я категория $400,000 — Ковёр (зал) Турнир 1996                                     | Наталья Медведева Лариса Савченко-Нейланд 7-6, 4-6, 6-1 | Сильвия Фарина Барбара Шетт      |
| 28 октября | Ameritech Cup Чикаго, США 2-я категория $450,000 — Ковёр (зал) Турнир 1996                                       | Яна Новотна 6-4, 3-6, 6-1                               | Дженнифер Каприати               |
| 28 октября | Ameritech Cup Чикаго, США 2-я категория $450,000 — Ковёр (зал) Турнир 1996                                       | Лиза Реймонд Ренне Стаббс 6-1, 6-1                      | Анджела Леттьер Нана Мияги       |

### Ноябрь
| Неделя    | Турнир | Чемпионки (Счёт финала)                       | Финалистки                        |
| --------- | --- | --------------------------------------------- | --------------------------------- |
| 4 ноября  | Bank of the West Classic Окленд, США 2-я категория $450,000 — Ковёр (зал) Турнир 1996                          | Мартина Хингис 6-2, 6-0                       | Моника Селеш                      |
| 4 ноября  | Bank of the West Classic Окленд, США 2-я категория $450,000 — Ковёр (зал) Турнир 1996                          | Линдсей Дэвенпорт Мэри-Джо Фернандес 6-1, 6-3 | Ирина Спырля Натали Тозья         |
| 11 ноября | Advanta Championships Филадельфия, США 2-я категория $450,000 — Ковёр (зал) Турнир 1996                        | Яна Новотна 6-4 — отказ                       | Штеффи Граф                       |
| 11 ноября | Advanta Championships Филадельфия, США 2-я категория $450,000 — Ковёр (зал) Турнир 1996                        | Лиза Реймонд Ренне Стаббс 6-4, 3-6, 6-3       | Николь Арендт Лори Макнил         |
| 18 ноября | Итоговый турнир WTA Нью-Йорк, США Итоговый чемпионат $2,000,000 — Ковёр (зал) Одиночный турнир — Парный турнир | Штеффи Граф 6-3, 4-6, 6-0, 4-6, 6-0           | Мартина Хингис                    |
| 18 ноября | Итоговый турнир WTA Нью-Йорк, США Итоговый чемпионат $2,000,000 — Ковёр (зал) Одиночный турнир — Парный турнир | Линдсей Дэвенпорт Мэри-Джо Фернандес 6-3, 6-2 | Яна Новотна Аранча Санчес Викарио |
| 18 ноября | Открытый чемпионат Паттайи Паттайя, Таиланд 4-я категория $107,500 — Хард Турнир 1996                          | Руксандра Драгомир 7-6, 6-4                   | Тамарин Танасугарн                |
| 18 ноября | Открытый чемпионат Паттайи Паттайя, Таиланд 4-я категория $107,500 — Хард Турнир 1996                          | Юка Ёсида Михо Саэки 6-2, 6-3                 | Тина Крижан Нана Мияги            |

## Рейтинг WTA

### Одиночный рейтинг
| Рейтинг WTA 1996 года | Рейтинг WTA 1996 года | Рейтинг WTA 1996 года | Рейтинг WTA 1996 года | Рейтинг WTA 1996 года |
| #                     | Теннисистка           | Очки                  | 1995                  | +/-                   |
| --------------------- | --------------------- | --------------------- | --------------------- | --------------------- |
| 1                     | Штеффи Граф           | 4 649                 | 1                     | ▬                     |
| 2                     | Моника Селеш          | 4 056                 | 1                     | ▼ 1                   |
| 3                     | Аранча Санчес Викарио | 3 668                 | 3                     | ▬                     |
| 4                     | Кончита Мартинес      | 3 180                 | 2                     | ▼ 2                   |
| 5                     | Яна Новотна           | 3 087                 | 11                    | ▲ 6                   |
| 6                     | Мартина Хингис        | 3 051                 | 16                    | ▲ 10                  |
| 7                     | Анке Хубер            | 2 689                 | 10                    | ▲ 3                   |
| 8                     | Ива Майоли            | 2 647                 | 9                     | ▲ 1                   |
| 9                     | Линдсей Дэвенпорт     | 2 357                 | 12                    | ▲ 3                   |
| 10                    | Ирина Спырля          | 1 748                 | 21                    | ▲ 11                  |
| 11                    | Карина Габшудова      | 1 707                 | 56                    | ▲ 45                  |
| 12                    | Бренда Шульц-Маккарти | 1 559                 | 13                    | ▲ 1                   |
| 13                    | Барбара Паулюс        | 1 492                 | 23                    | ▲ 10                  |
| 14                    | Аманда Кётцер         | 1 484                 | 19                    | ▲ 5                   |
| 15                    | Юдит Визнер           | 1 451                 | 25                    | ▲ 10                  |
| 16                    | Мэри-Джо Фернандес    | 1 212                 | 8                     | ▼ 8                   |
| 17                    | Чанда Рубин           | 1 187                 | 15                    | ▼ 2                   |
| 18                    | Елена Лиховцева       | 1 182                 | 45                    | ▲ 27                  |
| 19                    | Магдалена Малеева     | 1 126                 | 6                     | ▼ 13                  |
| 20                    | Жюли Алар-Декюжи      | 1 111                 | 50                    | ▲ 30                  |

### Парный рейтинг (Игроки)
| Рейтинг WTA 1996 года | Рейтинг WTA 1996 года   | Рейтинг WTA 1996 года | Рейтинг WTA 1996 года | Рейтинг WTA 1996 года |
| #                     | Теннисистка             | Очки                  | 1995                  | +/-                   |
| --------------------- | ----------------------- | --------------------- | --------------------- | --------------------- |
| 1                     | Аранча Санчес-Викарио   | 6 273                 | 1                     | ▬                     |
| 2                     | Лариса Савченко-Нейланд | 5 371                 | 5                     | ▲ 3                   |
| 3                     | Яна Новотна             | 4 793                 | 2                     | ▼ 1                   |
| 4                     | Джиджи Фернандес        | 4 631                 | 3                     | ▼ 1                   |
| 5                     | Мэри-Джо Фернандес      | 4 590                 | 10                    | ▲ 5                   |
| 6                     | Хелена Сукова           | 4 519                 | 9                     | ▲ 3                   |
| 7                     | Линдсей Дэвенпорт       | 4 287                 | 6                     | ▼ 1                   |
| 8                     | Мередит Макграт         | 4 163                 | 7                     | ▼ 1                   |
| 9                     | Наталья Зверева         | 4031                  | 4                     | ▼ 5                   |
| 10                    | Мартина Хингис          | 3 622                 | 29                    | ▲ 19                  |
| 11                    | Николь Арендт           | 2 809                 | 11                    | ▬                     |
| 12                    | Лиза Реймонд            | 2 853                 | 16                    | ▲ 4                   |
| 13                    | Лори Макнил             | 2 580                 | 15                    | ▲ 2                   |
| 14                    | Натали Тозья            | 2 361                 | 20                    | ▲ 6                   |
| 15                    | Манон Боллеграф         | 2 312                 | 8                     | ▼ 7                   |
| 16                    | Чанда Рубин             | 2 253                 | 33                    | ▲ 17                  |
| 17                    | Кристи Богерт           | 2 250                 | 31                    | ▲ 14                  |
| 18                    | Бренда Шульц-Маккарти   | 2 209                 | 12                    | ▼ 6                   |
| 19                    | Каролин Вис             | 2 198                 | 39                    | ▲ 20                  |
| 20                    | Яюк Басуки              | 2 185                 | 53                    | ▲ 33                  |